# کی۲ (مجموعه تلویزیونی)
کی۲ (به کره‌ای: 더 케이투) یک مجموعهٔ تلویزیونی کره جنوبی سال ۲۰۱۶ با بازی جی چانگ ووک، سونگ یون آه، ایم یون آه، جو سونگ ها و کیم کپ سو است. این مجموعه از ۲۳ سپتامبر تا ۱۲ نوامبر ۲۰۱۶، روزهای جمعه و شنبه ساعت ۲۰:۰۰ (کی‌اس‌تی) برای ۱۶ قسمت از شبکه تی‌وی‌ان پخش شد.

## خلاصه داستان
داستان این مجموعه دربارهٔ محافظ میهن‌پرستی است که توسط کشور و همکارانش رها شده و حس کینه و انتقام درونش رشد کرده‌است. از طرفی داستان بین عشق و انتقام می‌چرخد، عشقی که بین دختر نامزد ریاست جمهوری و محافظ شکل می‌گیرد…

## بازیگران

### اصلی
- جی چانگ ووک در نقش کیم جه ها (کی۲)[۲][۳]
- سونگ یون آه در نقش چوی یو جین[۴]
- ایم یون آه در نقش گو آن نا (آنا)
- جو سونگ ها در نقش جانگ سه جونگ
- کیم کپ سو در نقش پارک کوان سو

## جوایز و نامزدی‌ها
| سال  | جایزه                                     | دسته‌بندی                    | گیرنده      | نتیجه    | مرجع  |
| ---- | ----------------------------------------- | --------------------------- | ----------- | -------- | ----- |
| ۲۰۱۶ | جوایز آرتیست آسیا                         | جایزه بازیگر محبوب          | ایم یون آه  | برنده    | [ ۵ ] |
| ۲۰۱۶ | جوایز آرتیست آسیا                         | جایزه ستاره آسیا، بازیگر زن | ایم یون آه  | برنده    | [ ۵ ] |
| ۲۰۱۶ | سی و یکمین دوره جوایز بهترین لباس شیک کره | بهترین بازیگر زن            | ایم یون آه  | برنده    | [ ۶ ] |
| ۲۰۱۶ | سی و یکمین دوره جوایز بهترین لباس شیک کره | بهترین بازیگر مرد           | جی چانگ ووک | برنده    | [ ۶ ] |
| ۲۰۱۷ | پنجمین جوایز سالانه درام فیور             | بهترین پسر بد               | جی چانگ ووک | برنده    |       |
| ۲۰۱۷ | پنجمین جوایز سالانه درام فیور             | بهترین شرور                 | سونگ یون آه | نامزدشده |       |